# Søren Frich
Søren Frich (20. september 1827 i Nim Sogn – 7. maj 1901 i Aarhus ) var en dansk ingeniør og fabrikant.
Søren Frich er især kendt for sin maskinfabrikken Frichs i Aarhus, der i begyndelsen producerede redskaber til landbruget og materiel til nyanlagte jernbaner og Statsbanernes centralværksted. Maskinfabrikken producerede også kedelanlæg og dampmaskiner til møller og mindre industrianlæg. Fra ca. 1909 begyndte produktionen af lokomotiver.

## Liv
Søren Frich blev født på gården Bolund vest for Horsens år 1827. Han var søn af Johan Peter Frich og Johanne Marie Harpøth. Hans far var jurist og senere medlem af Landstinget. Fra år 1842-1845 gik Søren på den videnskabelige realskole i Århus og derefter til København, hvor han gik på den Polyteknisk Læreanstalt. Fra 1848-1850 deltog han som frivillig i treårskrigen, hvor han blev skudt og fik ødelagt en lunge . Efter treårskrigens afslutning, rejste han til Frederiksværk for at studere og lære om det som han virkelig interesserede sig for, nemlig jernstøberi. 2 år senere, i år 1852 påbegyndte han en uddannelsesrejse til England og Belgien. På den måde fik han et indblik i, hvordan jernstøberi foregik i andre lande og her gik det op for ham, hvor meget længere fremme man var de andre steder, sammenlignet med Danmark. Han noterede således i sin dagbog: "Da jeg tog fra Frederiksværk, troede jeg, at jeg var en flink Arbeider, der kunne gjøre alt, da jeg kom til Belgien mærkede jeg, at jeg var en ussel Karl. Jeg lærte endeel der, men her i England har jeg nu arbejdet i 14 dage og kan næsten ikke gjøre et ordentligt Stykke".
Om sommeren år 1853 vendte Søren Frich hjem til Aarhus med alle sine nye erfaringer om jernstøberi, og i 1854 anlagde han sin første fabrik på hjørnet af Søndergade og Sønder Allé. Grunden kostede ham 6.200 kr, som han havde lånt af sin far og trods mange protester, gik der ikke mere end en måned, før han fik tilladelse til at bygge sit jernstøberi. Her udnyttede han den viden, han havde fået på sin uddannelsesrejse og fik hurtigt et godt ry på grund af sin pålidelighed og dygtighed. Søren Frich startede som så mange andre med at producere landbrugsredskaber og byggestøbegods. Han begyndte dog hurtigt at brede produktionen mere ud - specielt under den industrielle revolution - og lavede flere forskellige redskaber fx til møller, tog og senere dampmaskiner. Frich trådte tilbage i år 1885 og videresolgte fabrikken til J. Wied og Vestesen.
Søren Frich sad i Aarhus Byråd i tre omgange.